# Kleine vasapapegaai
De kleine vasapapegaai (Coracopsis nigra) is een papegaaiachtige uit de familie papegaaien van de Oude Wereld (Psittaculidae). De wetenschappelijke naam van de soort werd als Psittacus niger in 1758 gepubliceerd door Carl Linnaeus.

## Verspreiding en leefgebied
Deze soort komt voor op Madagaskar en telt twee ondersoorten:
- C. n. nigra – oostelijk Madagaskar.
- C. n. libs Bangs, 1927 – westelijk en zuidelijk Madagaskar.

## Status
De grootte van de populatie is niet gekwantificeerd maar de soort wordt omschreven als ........ Op de Rode lijst van de IUCN heeft deze soort de status niet bedreigd.